# مسموم‌کننده
مسموم‌کننده یا ماده مسموم‌کننده (به انگلیسی: Toxicant) به هر ماده سمی اعم از مصنوعی یا طبیعی گفته می‌شود. در مقابل، یک ماده توکسین به‌طور طبیعی توسط یک جاندار زنده (به عنوان مثال گیاه، جانور، حشره) تولید می‌شود. انواع مختلف مواد مسموم‌کننده را می‌توان در هوا، خاک، آب یا غذا یافت.
مسکر ماده‌ای است که مسکر می‌کند مانند نوشیدنی الکلی. مسکر ماده‌ای است که ذهن را مختل می‌کند و باعث می‌شود که فرد در حالتی از نشاط تا بی‌حالی قرار گیرد.